# Man in the Chair
Pour plus de détails, voir Fiche technique et Distribution.
Man in the Chair (L'Homme dans la chaise) est un film américain indépendant réalisé par Michael Schroeder, sorti en 2007.
« L'homme dans la chaise » est une expression américaine utilisée pour désigner le réalisateur d'un film.

## Synopsis
Cameron Kincaid (Angarano) est un jeune délinquant qui veut participer à une compétition étudiante de cinéma amateur. Il rencontre Flash (Plummer), un amer et alcoolique électricien de plateau à la retraite qui a travaillé sur plusieurs chefs-d'œuvre (dont Citizen Kane). Flash accepte d'aider Cameron. Il utilise ses différents contacts avec le milieu du cinéma (pour la plupart, des retraités) et devient une sorte de mentor non conventionnel pour le jeune.

## Fiche technique
- Titre : Man in the Chair
- Réalisation : Michael Schroeder
- Scénario : M. Schroeder
- Durée : 107 minutes

## Distribution
- Christopher Plummer : Flash
- Michael Angarano : Cameron Kincaid
- M. Emmet Walsh : Mickey Hopkins
- Robert Wagner : Taylor Moss
- Allan Rich : Speed
- Margaret Blye : Mildred Bahr

## Analyse
- Outre l'histoire d'amitié entre deux marginaux de la société américaine, le film dénonce le traitement lamentable qui serait fait aux aînés de ce pays, plus particulièrement aux pauvres, aux malades et aux handicapés. C'est le sujet du film amateur de Cameron.
- Le réalisateur utilise à quelques reprises une technique de montage consistant à placer des "flash" de lumière entre les plans d'une même séquence tout en sautant parfois des images (technique jump cut en anglais). On remarque l'utilisation de ce procédé dans le générique de début, qui présente le personnage de Flash. Cette technique a été longtemps utilisée dans, entre autres, le montage de vidéo-clips[1].